# 行政學傳統理論時期
行政學傳統理論時期，是所謂X理論時期，以科學管理為基礎而重視效率，起迄時間約為1887年代到1930年代。

## 派別

### 政治行政二分理論
以威爾遜和古德諾為代表。

### 管理技術學派
以泰勒為代表，研究基層工作和作業過程的改進。

### 行政管理學派
以費堯為代表，研究組織中上層的工作改進。

### 動態管理學派
以傅麗德為代表，研究管理上的人性問題也是傳統理論時期唯一重視人性的學者。

### 官僚型模學派
以韋柏為代表，研究組織的基本條件和理想型態。

## 重要原則

### 系統化
- 自然而準確的工作方式和程序。
- 確定的事權分配，每一單位和每一人員都有其特定而確實的工作內容。
- 輕重緩急的先後順序。
- 適當安排事務的場所。

### 計畫化
機關任何工作首先都應該有計劃，國家有各種近程、中程和遠程計劃，現代管理的成敗端看計畫是否周詳。

### 協調化
科學管理造成組織上的分工，既有的分工就必須協調合作。

### 效率化
最初倡導科學管理的目的就是為了提升效率，以狹義的觀點來看，效率就是以最經濟的手段或取最大的效果，就廣義的效率而言是指成功的完成基官員定的計劃，或著是有效的解決機關問題再或著是訂定最佳的行政決策。

### 標準化
標準化意指製造產品或處理事務時，把每個重要過程或動作都預先設定某種標準，以供所有人員去遵循，標準化乃是效率化的前提而效率化則是標準化的結果。

## 缺失
- 過分強調機械式的效率觀，反而抹煞了人性的尊嚴。
- 過分著重組織的靜態面而忽略組織的動態面。
- 把機關組織視作封閉系統。
- 對人類行為作不了不切實際的假設。
- 憑個人知識、經驗和有限的觀察所得即立下的原則和原理，經不起普遍的考驗。
- 難以適應環境變化。
- 形成沒有靈魂又備受質疑的官僚制度。
- 當員工利益超越組織目標時會形成意想不到和不可欲的結果。
- 對組織中低層次的員工行程非人性化的結果。

## 補救之道
研究行政現象時必須重視人員行為、人格尊嚴、人性激發以及組織和外在環境的關係，設法探求普遍而可行的一般理論，並且以人權關係來補充和修正傳統理論，故唯有兩者兼顧才能使組織及其成員達到目標和使命。羅伯特·丹哈特(R. B. Denhardt)認為民主行政應該配合民主政治的環境，易言之效率須和民主配合故提出五大建議以修正官僚組織：
- 建立代表性官僚組織(Representative Bureaucracy)。
- 採取保障弱勢之措施(Affirmative Action)。
- 主張公共行政人員應該積極參與政策過程。
- 社區參與公共機構決策和執行。
- 官僚組織內部從事組織發展。